# Tobias Reich
Tobias Reich ist ein deutscher Kernchemiker.

## Leben
Nach dem Abitur an der Erweiterten Oberschule Geschwister Scholl Freiberg 1978 studierte er von 1980 bis 1985 Chemie an der Universität Leipzig (Fachrichtung Physikalische und Theoretische Chemie). 1985 wurde er Diplom-Chemiker in Leipzig am Institut für Physikalische und Theoretische Chemie bei Joachim Finster über „Bestimmung von ESCA-Empfindlichkeitsfaktoren für die quantitative Oberflächenanalyse von III‑V‑Halbleitern“. Von 1985 bis 1994 war er wissenschaftlicher Assistent am Institut für Physikalische und Theoretische Chemie, AK Armin Meisel, Universität Leipzig. Von 1985 bis 1989 war er Aspirant am Kurnakov-Institut für Allgemeine und Anorganische Chemie, Moskau, bei V. I. Nefedov. Den Dr. rer. nat. erwarb er 1988 am Kurnakov-Institut für Allgemeine und Anorganische Chemie der Akademie der Wissenschaften der UdSSR in Moskau bei V. I. Nefedov über „Bestimmung von Parametern für die quantitative Oberflächenanalyse von Festkörpern mit Hilfe der Photoelektronenspektroskopie“. Von 1991 bis 1994 war er Postdoctoral Scholar am Lawrence Berkeley Laboratory, Chemical Sciences Division und an der Pennsylvania State University, Departments of Physics and Chemistry bei David A. Shirley. Von 1994 bis 2002 leitete er die Abteilung „Synchrotronstrahlungs-anwendungen“ im Institut für Radiochemie des Forschungszentrums Rossendorf (FZR), Verantwortlicher des Messplatzes der Radiochemie am Rossendorfer Synchrotronstrahlrohr ROBL an der ESRF in Grenoble (1998–2001). Von 2001 bis 2002 leitete er die Projektgruppe „ESRF-Beamline“ am FZR. Seit 2002 lehrt er als Universitätsprofessor (C3) für Kernchemie am Institut für Kernchemie der Johannes Gutenberg-Universität Mainz.